# Erik af Edholm (hovmarskalk)
Erik Wilhelm af Edholm, före 1821 Edholm, född 13 juni 1817 i Hovförsamlingen i Stockholm, död där den 31 mars 1897, var en svensk militär, hovmarskalk samt teater- och operachef.

## Biografi
Erik af Edholm var son till arkiatern Erik af Edholm, bror till Edvard Edholm och far till generallöjtnanten Erik af Edholm.
Efter studier i Uppsala började Edholm 1835 att tjänstgöra vid Andra livgardet. Påföljande år utnämndes han till underlöjtnant och avancerade senare till överstelöjtnant och till förste major 1861. Han följde 1848 med regementet till Danmark, där han som löjtnant kommenderade ett fältkompani. År 1857 blev af Edholm adjutant hos Oscar I och 1859 hos Karl XV, och som sådan medföljde han generalfälttygmästaren friherre Wredes beskickning till Wilhelm I:s kröning i Königsberg och Berlin 1861 och generalmajoren Sandels till Bryssel 1865. 
af Edholm tog avsked från det militära 1867 efter att 1866 ha utnämnts till hovmarskalk, från 1869 förste hovmarskalk, hos Karl XV, med uppdrag att tills vidare tjänstgöra som direktör för De kungliga teatrarna. Under hans ledning utvecklades en livlig verksamhet vid de kungliga teatrarna.
Han invaldes den 21 december 1866 som ledamot nr 416 av Kungliga Musikaliska Akademien. 
Edholm var en flitig dagboksskrivare. Redan vid sju års ålder skrev han en dagbok som beskrev människor och miljöer i det tidiga 1800-talets Sverige. Dagboken finns idag bevarad på Stockholms stadsarkiv. af Edholm är begravd på Solna kyrkogård.

## Utmärkelser

### Svenska utmärkelser
- Riddare av Svärdsorden, 5 maj 1860.[6]
- Kommendör med stora korset av Nordstjärneorden, 21 januari 1888.[6]
- Kommendör av första klass av Nordstjärneorden, 19 juni 1871.[6]

### Utländska utmärkelser
- Kommendör av Belgiska Leopoldsorden, 18 december 1865.[6]
- Storkorset av Danska Dannebrogorden, 14 november 1870.[6]
- Riddare av Danska Dannebrogsorden, 23 juni 1860.[6]
- Storkorset av Grekiska Frälsareorden, 15 oktober 1871.[6]
- Officer av Italienska Sankt Mauritius- och Lazarusorden, 28 augusti 1861.[6]
- Kommendör av första klassen av Norska Sankt Olavs orden, 23 november 1871.[6]
- Riddare av Norska Sankt Olavs orden, 25 augusti 1860.[6]
- Riddare av andra klassen av Preussiska Kronorden, 11 december 1861.[6]
- Kommendör av första klassen av Spanska Karl III:s orden, 26 mars 1872.[6]